# 岩佐為春
岩佐 為春（いわさ・ためはる）は明治時代の千葉県の書記官。学校法人獨協学園会員、東京府士族。藤原是一（七代）による刀を所持。能書家でもあった。

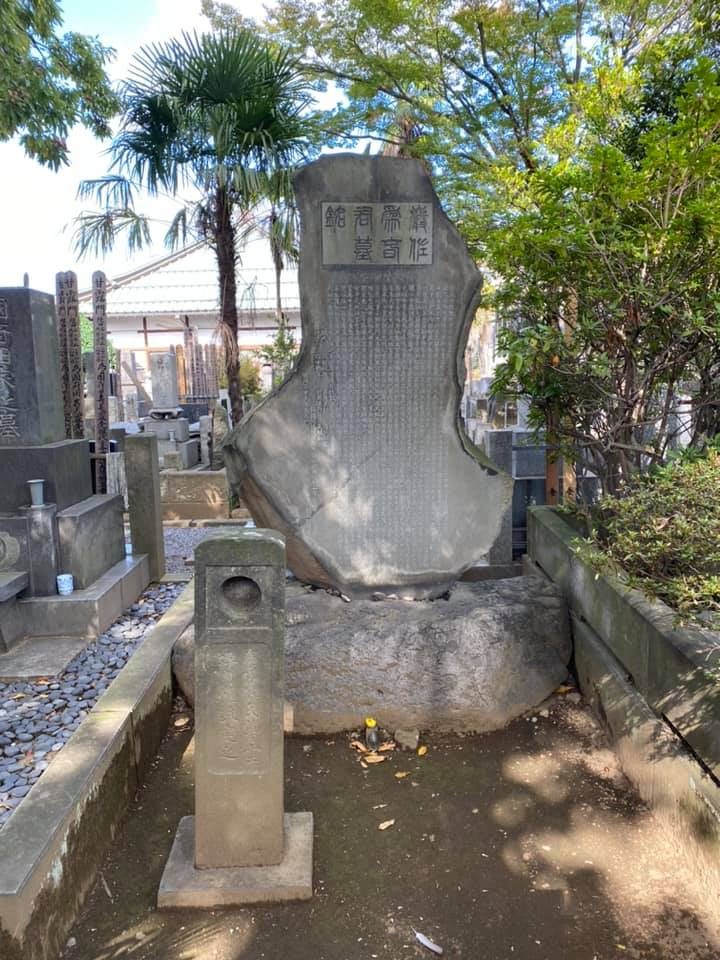
東京都荒川区西日暮里の南泉寺にある岩佐為春墓銘

## 経歴
文政11年（1818年）12月、江戸本所の士族柴山忠久の子として生まれた。天保14年（1843年）に岩佐氏の養子となった。
明治元年（1868年）、函館府の御雇となる。その後、明治2年（1867年）小菅県の調役となり小参事も務めた。小菅県が廃止されると、印旛県に奉職した。印旛県では、明治4年（1872年）2月3日に九等出仕し、明治5年（1873年）5月1日には権典事に、7月11日には典事に補せられている。明治6年（1874年）に木更津県と印旛県の職が兼務となり、木更津権令兼印旛権令の柴原和が赴任するまで岩佐が代理を務めた。4月5日、岩佐は木更津県兼印旛県七等出仕に、5月17日には権参事となった。
明治6年に木更津県と印旛県が合併し千葉県になると、岩佐は千葉県の権参事となった。
明治8年（1875年）11月24日、実父の柴山忠久が病気のため、死去。
明治9年（1876年）には東金町にできた県の臨時派出所に着任している。
明治12年（1879年）11月12日、東京府で実母が死去。
明治14年（1881年）、柴原和の在任中、よく職務に励んだとして慰労金を下賜されている。
明治20年（1887年）、千葉県夷隅郡御宿町の山神社に建立された「孝女志保の碑」の題額を受け持った。
明治21年（1888年）、千葉県書記官（奏任官二等）に任ぜられる。
明治22年（1889年）2月、60歳という年齢を理由に辞職願を出し、千葉県を辞職。
永年の功績により、終身年金五百円の恩給をもらうこととなった。
明治23年（1890年）、第1回衆議院議員選挙に出馬するも落選。
明治27年（1894年）、千葉県長生郡白子町の玄徳寺境内に、松尾芭蕉二百年忌に際し建立された俳聖記念碑の書を担当した。この記念碑は昭和53年（1978年）に町指定文化財となった。